# 7 Pułk Piechoty Legionów Armii Krajowej

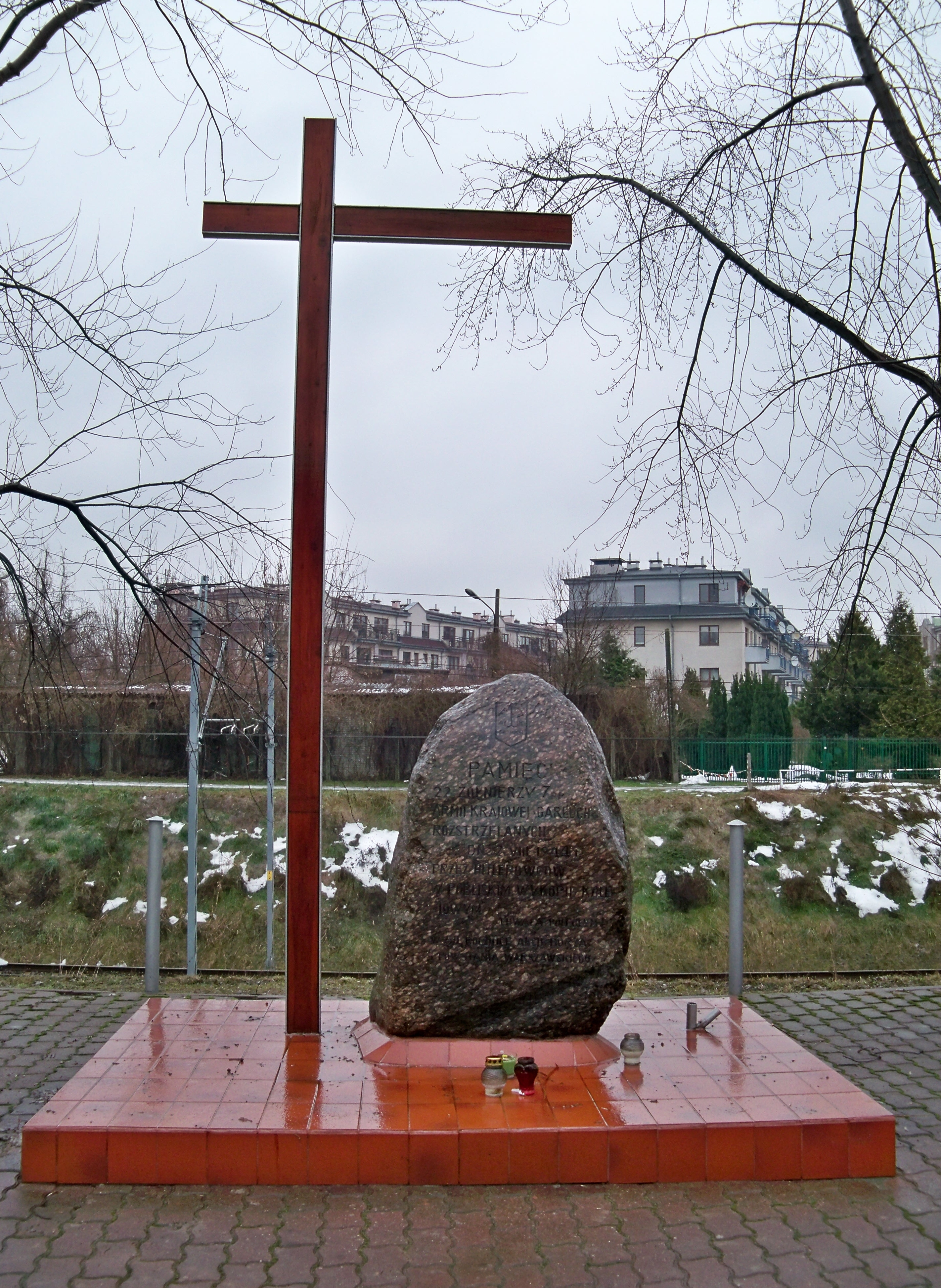
Głaz na skarpie wykopu kolei radomskiej pomiędzy Szczęśliwicami a Rakowem upamiętniający rozstrzelanie w dniu 2 sierpnia 1944 r. 22 żołnierzy „Garłucha”

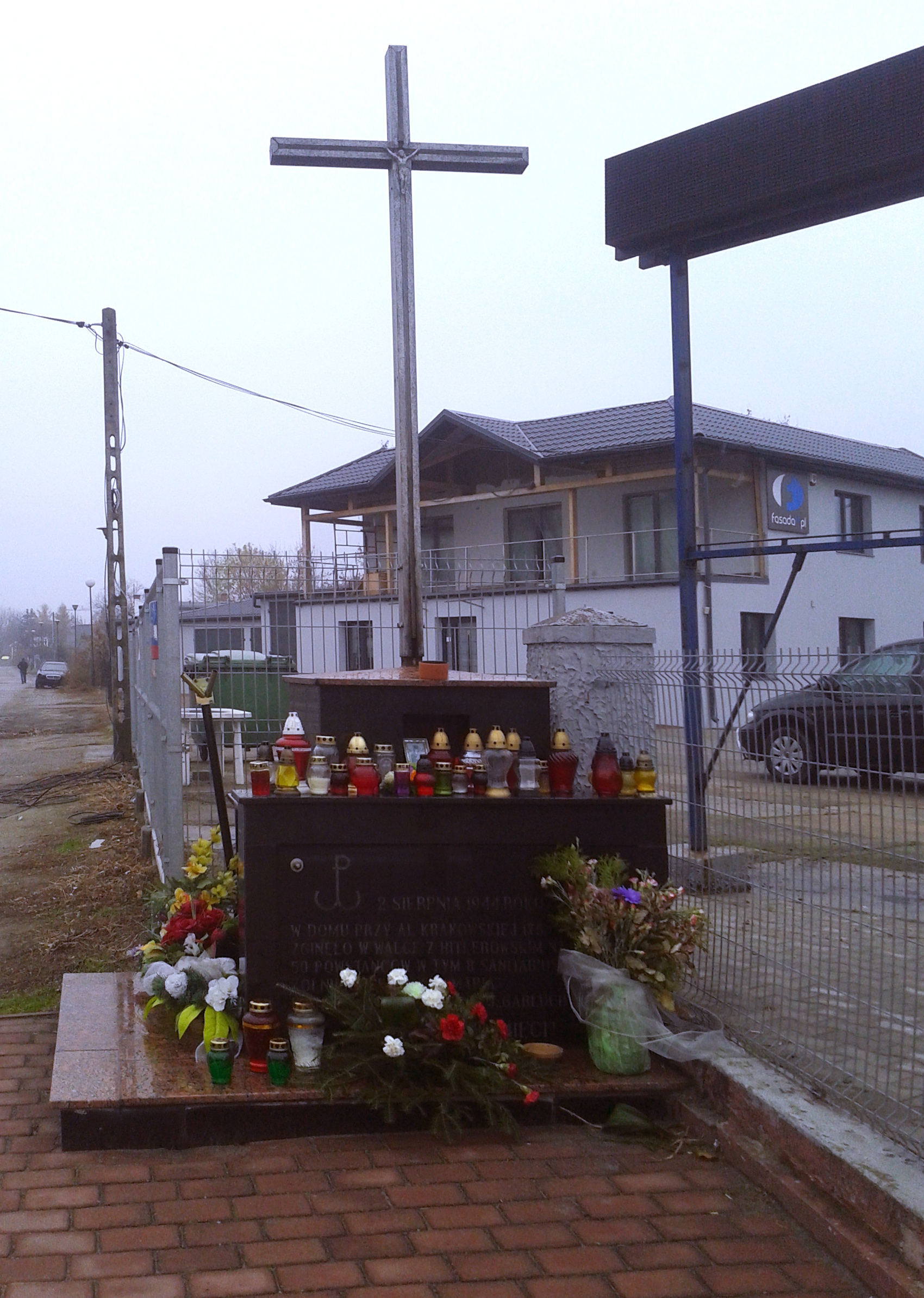
Granitowa tablica przy al. Krakowskiej 175, gdzie 2 sierpnia 1944 r. zginęło 50 powstańców, w tym 8 sanitariuszek z III kompanii „Maria” 7pp AK „Garłuch”

7 Pułk Piechoty Legionów „Garłuch” – jednostki wojskowe samodzielnego VIII rejonu Okręgu Warszawskiego Armii Krajowej w okresie okupacji niemieckiej. Żołnierze „Garłucha” wzięli udział w powstaniu warszawskim.

## Powstanie i organizacja
Pułk powstał w Warszawie w październiku 1939 z inicjatywy oficerów 7 Pułku Piechoty Legionów z 3 Dywizji Piechoty Wojska Polskiego. Początkowo był jednostką kadrową działającą w ramach organizacji Orła Białego. Od 1940 istniał samodzielnie jako podstawowy oddział Związku Strzeleckiego. Na początku 1941 został podporządkowany Dowództwu Okręgu Warszawskiego ZWZ. Pułk został rozwinięty do pełnych stanów etatowych. W okresie od października 1941 do kwietnia 1942 do pułku włączono pododdziały Warszawskiej Organizacji Wojskowej.

## Skład i dowództwo
- Dowódcy:
  - kpt. Kazimierz Lang ps. „Grzyb”, „Dziad” – od października 1939 do lutego 1942;
  - mjr Stanisław Babiarz ps. „Wysocki” – od lutego 1942;
- 1. batalion – dowódcy:
  - kpt. Michał Murmyłło ps. „Żubr” – od października 1939 do lutego 1940;
  - mjr Mikołaj Sukniewicz ps. „Odyniec” – od lutego 1940 do końca 1944.
- 2. batalion – dowódcy:
  - kpt. Zenon Jabłoński ps. „Szubert” – od lutego 1940 do lutego 1942;
  - mjr Aleksander Mazur ps. „Zawisza” – od lutego 1942 do 1 sierpnia 1944 (poległ w walce na Rakowcu);
  - kpt. Henryk Malec ps. „Bogumił” – od 2 sierpnia 1944 do końca 1944;
- 3. batalion – dowódcy:
  - mjr Stanisław Babiarz ps. „Wysocki” – od października 1939 do lutego 1942;
  - kpt. Stanisław Jankowski ps. „Korab” – od lutego 1942 do listopada 1943 (aresztowany i rozstrzelany);
  - kpt. Wiktor Chrostowski ps. „Raf” – od listopada 1943 do stycznia 1944;
  - kpt. Mieczysław Czarnecki ps. „Biały” – od stycznia 1944 do końca 1944.

W końcu lipca 1944 pułk liczył ok. 2300 żołnierzy zorganizowanych w 39 plutonach od nr 1 do 39.

## Zadania na wypadek wybuchu powstania
Głównym zadaniem pułku „Garłuch” było zajęcie lotniska na Okęciu. Dowództwu pułku podporządkowana była Baza Lotnicza „Łużyce" – Warszawa, przeznaczona do obsługi lotniska, po jego zdobyciu.

## Szlak bojowy
Rozkaz o rozpoczęciu działań zbrojnych dotarł do jednostek obwodu przed południem. Do godziny „W” stawiło się ok. 50% zarejestrowanych żołnierzy. Najwięcej do baterii artylerii dowodzonej przez por. Romualda Jakubowskiego ps. „Kuba”. Około godz. 16.00 w wyniku oceny sytuacji: wzmocnienia niemieckiej załogi lotniska, zwiększenia liczby stanowisk broni maszynowej na liniach niemieckich, a jednocześnie niedostatecznego uzbrojenia oddziałów powstańczych – mjr „Wysocki” odwołał natarcie. Rozkaz nie dotarł do por. „Kuby”. Jego bateria uderzyła ze wsi Zbarż wprost na lotnisko i posuwając się w otwartym terenie dostała się pod gwałtowny ogień niemieckiej broni maszynowej. Poległ dowódca baterii. W takiej sytuacji dotarł rozkaz nakazujący przerwanie natarcia. Oddział rozpoczął odwrót, jednak na jego tyłach znalazł się niemiecki samochód pancerny, który otworzył ogień do wycofujących się powstańców. Na 180 żołnierzy poległo ok. 120. Pozostali przy życiu rozproszyli się, niewielka liczba przedostała się na Mokotów.
Rejon nie wykonał zadania i przestał istnieć. Grupy żołnierzy pułku „Garłuch” i pojedynczy żołnierze walczyli prawie we wszystkich dzielnicach Warszawy. Żołnierzem tego pułku był Henryk Jerzy Chmielewski.